# Albertine Ferland-Angers
Albertine Ferland-Angers, née en 1898 à Montréal et morte en 1968, est  une journaliste, historienne et enseignante canadienne. 

## Biographie

### Origines et Études
Albertine Ferland-Angers nait en 1899 à Montréal. Après ses études auprès des Sœurs de la Congrégation de Notre-Dame à Pointe-aux-Trembles, puis au Collège Marguerite-Bourgeoys, elle décroche en 1918 un diplôme en littérature de l’Université Laval à Montréal.

### Carrière
Elle est une personnalité canadienne aux talents variés, reconnue pour son engagement au sein de diverses sociétés scientifiques. Elle collabore avec des médias tels que Le Devoir, La Presse et La Liberté. Elle occupe, ensuite, les fonctions de rédactrice en chef et de directrice du journal La Bonne Parole de 1919 à 1924. 

## Publications

### Essais
- (fr) Essai sur la poesie religieuse canadienne, Chez l'Auteur, 1923 (OCLC 299880962).

### Autres
- (fr) Pierre You et son fils François d'Youville, Montréal, Thérien Frères, 1941 (OCLC 757279038).
- (fr) Les premières Canadiennes missionnaires, Montréal, Hôpital général des Soeurs grises, 1941 (OCLC 1007823558).
- (fr) L'école d'infirmières de l'hôpital Notre-Dame, Montréal, 1898-1948, Montréal, Les Éditions Contrecœur, 1948 (OCLC 301322262).